# TOKIO 20th Anniversary Live Tour HEART
『TOKIO 20th Anniversary Live Tour HEART』（トキオ・トゥエンティース・アニバーサリー・ライブ・ツアー・ハート）は、2015年1月28日に発売されたTOKIOのライブDVD。また、TOKIOとして初めてBlu-rayでも発売された。

## 解説
2014年8月1日から11月2日にかけて行われたライブツアー「TOKIO 20th Anniversary Live Tour HEART」の日本武道館 2 DAYS公演（11月1日、11月2日）の模様が収録されており、収録楽曲は、アルバム『HEART』の楽曲を中心に演奏された21曲。
今作はDVDとBlu-rayの同時発売である。DVDの初回プレス分がスペシャルパッケージ仕様（デジパック仕様、三方背スリーブケース、"HEART"ライブフォトブック封入）となっており、Blu-rayおよび通常仕様はトールケース仕様となっている。また、どちらの形態にもブックレットが封入されている。

## 収録曲
1. Yesterday's
2. Future
3. 花唄
4. LOVE, HOLIDAY.
5. LOVE YOU ONLY
6. 雨傘
7. 路傍の花
8. 君を想うとき
9. スベキコト
10. 僕の恋愛事情と台所事情
演奏後にMCが行われていたが、全てカットされている。
11. Cadence
10月26日の福岡サンパレス公演から演奏されている。それ以前は、「Southend」が演奏されていた。
アコースティックアレンジがされており、山口と松岡は演奏していない。
12. Symphonic
13. 宙船 (そらふね)
14. リリック
15. AMBITIOUS JAPAN!
16. Julia
17. 自分のために
18. SONIC DRIVE!
19. ハート
20. JUMBO
アンコール1曲目。事務所の後輩である嵐や生田斗真などが飛び入り参加した11月2日の公演が収録されている[1]。
21. 城島SONG 2014
アンコール2曲目。
22. LOVE YOU ONLY
ダブルアンコール曲。楽器は演奏せず、主に松岡・山口・城島が歌っている。最終公演でのみ披露された。